# Фанні Штоллар
Фанні Штоллар (угор. Fanny Stollár) — угорська тенісистка, що спеціалізується на парній грі, чемпіонка Вімблдону 2015 серед дівчат у парному розряді.

## Фінали турнірів WTA

### Парний розряд: 11 (5 титулів, 6 поразок)
| Легенда       |
| ------------- |
| Grand Slam    |
| WTA 1000      |
| WTA 500       |
| WTA 250 (5–6) |

| Фінали за покриттям |
| ------------------- |
| Тверде (1–5)        |
| Ґрунт (3–1)         |
| Трава (1–0)         |
| Килим (0–0)         |

| Результат | В-П | Дата     | Турнір                                    | Категорія     | Покриття   | Партнер               | Опоненти                              | Рахунок          |
| --------- | --- | -------- | ----------------------------------------- | ------------- | ---------- | --------------------- | ------------------------------------- | ---------------- |
| Перемога  | 1–0 | Лют 2018 | Hungarian Ladies Open, Угорщина           | International | Тверде (i) | Георгіна Гарсія Перес | Кірстен Фліпкенс Юганна Ларссон       | 4–6, 6–4, [10–3] |
| Поразка   | 1–1 | Тра 2018 | Гран-прі принцеси Лалли Мер'єм, Марокко   | International | Ґрунт      | Георгіна Гарсія Перес | Ганна Блінкова Ралука Олару           | 4–6, 4–6         |
| Поразка   | 1–2 | Лют 2019 | Hungarian Ladies Open, Угорщина           | International | Тверде (i) | Гезер Вотсон          | Катерина Олександрова Віра Звонарьова | 6–4, 4–6, [7–10] |
| Поразка   | 1–3 | Сер 2019 | Washington Open, США                      | International | Тверде     | Марія Санчес          | Коко Гофф Кеті Макнеллі               | 2–6, 2–6         |
| Перемога  | 2–3 | Лип 2021 | Budapest Grand Prix, Угорщина             | WTA 250       | Ґрунт      | Міхаела Бузернеску    | Альона Большова Тамара Корпач         | 6–4, 6–4         |
| Перемога  | 3–3 | Лип 2023 | Budapest Grand Prix, Угорщина (2)         | WTA 250       | Ґрунт      | Катажина Пітер        | Jessie Aney Анна Сіскова              | 6–2, 4–6, [10–4] |
| Перемога  | 4–3 | Лип 2024 | Budapest Grand Prix, Угорщина (3)         | WTA 250       | Ґрунт      | Катажина Пітер        | Анна Даніліна Ірина Хромачова         | 6–3, 3–6, [10–3] |
| Поразка   | 4–4 | Жов 2024 | Guangzhou International Women's Open, КНР | WTA 250       | Тверде     | Катажина Пітер        | Катержина Сінякова Чжан Шуай          | 4–6, 1–6         |
| Поразка   | 4–6 | Січ 2025 | Hobart International, Австралія           | WTA 250       | Тверде     | Моніка Нікулеску      | Цзян Сіньюй У Фансьєнь                | 1–6, 6–7(6–8)    |
| Перемога  | 5–6 | Чер 2025 | Libéma Open                               | WTA 250       | Трава      | Ірина Хромачова       | Ніколь Меліхар Людмила Самсонова      | 7–5, 6–3         |

## Фінали турнірів WTA 125

### Парний розряд: 1 титул
| Результат | В–П | Дата     | Турнір                  | Поверхня | Партнер      | Супротивники                    | Рахунок  |
| --------- | --- | -------- | ----------------------- | -------- | ------------ | ------------------------------- | -------- |
| Перемога  | 1–0 | Бер 2019 | WTA 125 Zapopan, Mexico | Hard     | Марія Санчес | Корнелія Лістер Рената Ворацова | 7–5, 6–1 |